# 小森まみ
小森 まみ（こもり まみ、1975年10月14日 - ）は、日本の元AV女優、ストリッパー。

## 略歴
兵庫県出身。美少女系の人気AV女優だったが、ニューヨークでダンスを学んだのち、1994年12月14日、大阪東洋ショーでデビュー。同劇場所属。川崎ロック座でも公演。
2度の休業を経て、2005年12月31日に引退した。

## 作品

### アダルトビデオ
1994年
- 蕾の中はクチュクチュ くせになりそう…（8月16日、ティファニー） - デビュー作
- ビデオマガジン Beppin VOLUME 44 小森まみ・中原遥子・杉野愛美・岩本吉美 他（9月10日、英知出版）
- エクスタシーで眠れない 覚えたての快感（9月17日、ティファニー）
- 密室監禁レイプ 引き裂かれたエレベーターガール（10月9日、ミス・クリスティーヌ）
- 同級生は若奥様（10月26日、アトラス21）
- オフィスでバニーとしませんか?（11月12日、アトラス21）
- 濡らしてエンジェル（11月20日、芳友舎）＊「蕾の中はクチュクチュ くせになりそう…」を再編集したもの
- 愛人戦争 ヌキ・サシならぬ女たち（11月30日、h.m.p） - 共演：水野愛、浅倉舞、麻生菜月
- NEO出血大制服 6（12月13日、アトラス21）
- 女子校生 私と援助交際して（12月20日、桜桃書房）
- コスプレ新妻 好みのカッコでヌイたげる（12月25日、ミス・クリスティーヌ）

1995年
- 洗礼 監禁ハードレズビアン（1月13日、アトラス21）
- いじめられっ娘ウエイトレス もしも、私がイッたら…（1月28日、ミス・クリスティーヌ）
- 芸能界裏物語 むっちりアイドル女学園（2月20日、h.m.p） - 共演：日吉亜衣、細川百合子
- ときめきにハートして まどろみの恋（2月28日、アイビック）
- クラスメイトのみだれ腰（3月3日、アトラス21）
- 淫獣姉妹 背徳の呻き 小森まみ・風間水絵（4月10日、笠倉出版社）
- 電話番号教えます（4月25日、フリービジョン）
- 女学生の友 5 小森まみ・稲葉めい（4月30日、宇宙企画）
- ティファニーの女神たち 官能クライマックス 「はじめまして･･･」 麻宮淳子・椎名沙織・小森まみ 他（5月16日、ティファニー）
- 制服コスプレ図鑑 4 小森まみ・三代目葵マリー（水城千春）・駒井なつき（5月19日、宇宙企画）
- バニーの甘い滴り（5月、アトラス21）
- 野生美（7月20日、明文社）
- インモラル天使 20（7月21日、シネマジック）
- 極悪株式会社（7月25日、フリービジョン）
- NEO出血大制服 スーパーコレクション 青木詩央里・藤田リナ・岡崎美女・小森まみ 他 全10名（7月29日、アトラス21）
- 女子校生がたまらんっす! 吉野真理・若菜みどり・小森まみ 他（8月9日、ミス・クリスティーヌ）
- 淫乱バトル 最終戦 小森まみvs藤原史歩（9月1日、アリスJAPAN）- 共演：藤原史歩
- 咲き誇れ! 濡れたアイドルたち	日吉亜衣・小森まみ・瀬名さくら（藤原史歩） 他（9月21日、アトラス21）
- 憧れ女神達の淫乱と乱満 淫乱の巻 小森まみ・瀬名さくら（藤原史歩）・西村ひかり・広瀬彩香・水野亜矢（10月29日、KUKI）
- 憧れ女神達の淫乱と乱満 乱満の巻 西村ひかり・瀬名さくら（藤原史歩）・小森まみ 他（11月25日、KUKI）
- SM監禁令嬢 本気で泣いたAV女優（11月25日、司書房）＊引退記念作品[2]
- AVアイドル着せ替え生連発!! 小森まみ・飛鳥いずみ・青山和希 他（12月10日、ミス・クリスティーヌ）

1996年以降
- フェロモン異常分泌（1996年、オデッセウス出版）
- ベスト・オブ・インモラル天使 5 小森まみ・水野さやか・栗田もも・白川麻希・鈴木まりか（1997年7月4日、シネマジック）
- 続・調教美人9連発 風吹あんな・白川麻希・小森まみ 他（1998年4月、司書房）
- インモラル天使 罪 島崎梨乃・三浦あいか・小森まみ 他（2000年10月27日、シネマジック）
- NEO出血大制服完全版 3 金沢文子・小室友里・小沢まどか・小森まみ 他（2001年3月13日、アトラス21）
- コスプレAVアイドル50連発! カウントダウン・スペシャル! 鮎川あみ・小沢まどか・森野いずみ・小森まみ 他（2001年4月22日、ミス・クリスティーヌ）
- Sweet バニーCLUB 小沢まどか・若菜瀬奈・可愛あずさ・小森まみ 他（2001年11月13日、アトラス21）
- A.I. ATLAS INTEGRAL しいな純菜・ひろせまなつ・みなみありす・葵みのり・小森まみ 他 全50名（2002年6月21日、アトラス21）
- Atlas Adult Actress Vol.3 17人の謝激祭 小沢まどか・みなみありす・葵みのり・可愛あずさ・小森まみ 他（2002年11月12日、アトラス21）
- 有名AV女優たちの発情ラブジュース・スペシャル 田村香織・森下ひろみ・橘ますみ・有森麗・小森まみ 他（2003年1月21日、アリウス）
- NEO出血大制服ノーカット Vol.2 藤谷しおり・小森まみ・吉野真理・原田薫（2003年6月30日、アトラス21）
- インモラル天使 File.7 麻生菜月・小森まみ・水野さやか'94（2005年10月28日、シネマジック）

発売年不明
- ハメハメ5連発! 小森まみの快楽図鑑（ワコード・プランニング WAC-018）VHS
- 小森まみの愛欲相姦図 ヤッたモン勝ち!（ワコード・プランニング WAC-017）VHS

### 映画
- お嬢さんは汁まみれ（1995年7月21日公開、エクセス・フィルム）監督:浜野佐知

## 写真集
- 女性アイドル写真集 Inside Story ～AV女優たちの私生活～ 日吉亜衣・吉野真理・畑中真央・小森まみ（1995年5月25日、海王社）撮影:丸山裕
- 小森まみ写真集 美少女SM vol.4（1996年1月20日、三和出版）撮影:小野麻早
- 女性アイドル写真集 ザ・プライベート 女の原風景 水嶋沙織・神野毬絵・小森まみ 他全8名（1996年1月25日、海王社）
- 女性アイドル写真集　ザ・ストリッパー 3 舞姫伝説46人 鈴木麻奈美・山咲あかり・日吉亜衣・国府田ひとみ・小森まみ 他（2001年3月30日、双葉社）撮影:原芳市
- 女性アイドル写真集 ストリッパー写真集 Strip the Nudie ストリップを彩る41人の舞姫たち。 井上千尋・宮木汐音・夕樹舞子・小森まみ 他（2002年12月29日、オデッセウス出版）撮影:大駅寿一

## 雑誌
- 写真集系雑誌 NoWoN ナオン Vol.7 Oh my God! 裸の大胆!! 飯島直子・小沢なつき・かとう由梨・小森まみ 他（1994年10月1日、ワニブックス）
- 写真集系雑誌 THE SPARK GIRLS Vol.6 冴島奈緒・愛染恭子・かわいなつみ・小松みゆき・小森まみ 他 全22名（1994年10月10日、KKベストセラーズ）
- 写真集系雑誌　PHOTO SHOT Vol.6 史上最強の一冊!! 雛形あきこ・青沼ちあさ・嶋田加織・小森まみ 他（1995年1月10日、英知出版）
- アダルト雑誌 Sexy Dolls 11 グラビアクイーン対決 小森まみvs宮木汐音（1995年4月18日、宝島社）
- アダルト雑誌 AVトップアイドル撮影現場 90年代AVを彩ったアイドル33人の素顔が蘇るメイキング写真集 朝岡実嶺・稲森いずみ・永井まどか・小森まみ・夢野まりあ 他（2002年6月25日、司書房）